# Heinz Schilcher
Heinz Schilcher (Fohnsdorf, 14 april 1947 – 20 juli 2018) was een  Oostenrijks voetballer.
Schilcher begon zijn voetballoopbaan bij de twee grootste clubs van het Oostenrijkse Graz. Half 1971 werd hij door coach Ștefan Kovács naar het grote Ajax gehaald, dat vlak daarvoor de eerste Europacup I gewonnen had. Als verdedigende middenvelder speelde Schilcher tweeënhalve seizoenen bij de Amsterdamse club (1 juli 1971-31 december 1973), dat was niet alleen de nationale, maar ook de internationale glorie-periode van de Amsterdamse club. Hij fungeerde vooral als invaller bij de selectie, die destijds nog uit zestien spelers bestond. Bij Ajax speelde Schilcher samen met Heinz Stuy, Wim Suurbier, Horst Blankenburg, Ruud Krol, Arie Haan, Johan Neeskens, Gerrie Muhren, Arnold Muhren, John Rep, Johan Cruijff, Piet Keizer, Dick van Dijk en Jan Mulder. Met Ajax werd hij tweemaal landskampioen, won eenmaal de Nederlandse beker, won tweemaal de Europacup I en eenmaal de UEFA Super Cup. In het seizoen 1971/72 van de Europacup I speelde Schilcher een uitwedstrijd in de eerste ronde tegen Dynamo Dresden, dat met een 0-0 gelijkspel eindigde. Ook speelde Schilcher in de uitwedstrijd van de halve finale tegen Benfica, dat tevens in een 0-0 gelijkspel eindigde. In het seizoen 1972/73 speelde Schilcher beide wedstrijden van de kwartfinale tegen Bayern München (4-0 zege thuis, 2-1 nederlaag uit). Ook de thuiswedstrijd van de halve finale tegen Real Madrid werd door Schilcher gespeeld, die met 2-1 werd gewonnen. Tijdens de uitwedstrijd om de UEFA Super Cup van 1972 tegen Glasgow Rangers viel Schilcher in de 65e minuut in voor Piet Keizer. In zijn periode bij Ajax werd in 1972 ook de wereldbeker tegen Independiente gewonnen, maar Schilcher zelf werd door Kovács voor beide wedstrijden niet geselecteerd. In het blad World Soccer werd Schilcher zelfs bestempeld als de "reserve de luxe" van Ajax.
Tijdens zijn contract bij Ajax werd Schilcher eenmaal opgeroepen voor het Oostenrijks voetbalelftal. Tegen het Nederlands elftal speelde Schilcher zijn enige interland. Oostenrijk won in Wenen de vriendschappelijke interland met 1-0. Na twee seizoenen tekende Schilcher half 1973 voor een jaar bij, maar werd in januari 1974 verkocht aan het Franse Paris FC. Slechts 3 andere Oostenrijkers speelden ook voor Ajax, namelijk de aanvallende linkermiddenvelder Felix Gasselich (4 juli 1983-8 november 1985), verdediger Maximilian Wöber (augustus 2017-januari 2019) en defensieve middenvelder Florian Grillitsch (1 september 2022-30 juni 2023).
Na Ajax speelde Schilcher nog in de Franse competitie. Bij RC Strasbourg in de Division 2 werd hij speler-trainer. Hij kreeg er in 1976 assistentie van voormalig Nederlands' bondscoach Elek Schwartz, die zijn "supervisor" werd. Met Strasbourg won hij in het seizoen 1976/77 het kampioenschap van de Division 2 en promoveerde naar de Division 1, de hoogste voetbaldivisie. Schilcher sloot zijn loopbaan af bij zijn oude club Sturm Graz. Hij is kortstondig coach geweest en daarna veertien jaar lang technisch directeur van Sturm Graz. Vanaf 2007 trad hij weer in dienst bij Ajax als scout voor Zuid- en Oost-Europa.
Schilcher overleed op 20 juli 2018 na een ziekbed op 71-jarige leeftijd.

## Erelijst
| Competitie        |        |                  |      |      |
| Competitie        | Aantal | Jaren            |      |      |
| Ajax              | Ajax   | Ajax             | Ajax | Ajax |
| ----------------- | ------ | ---------------- | ---- | ---- |
| Internationaal    |        |                  |      |      |
| Europacup I       | 2x     | 1971/72, 1972/73 |      |      |
| Europese Supercup | 1x     | 1972             |      |      |
| Nationaal         |        |                  |      |      |
| Eredivisie        | 2x     | 1971/72, 1972/73 |      |      |
| KNVB beker        | 1x     | 1971/72          |      |      |
| RC Strasbourg     |        |                  |      |      |
| Division 2        | 1x     | 1976/77          |      |      |